# محمدو ولد صلاحي
محمدو ولد الصلاحي (وُلِد في 31 ديسمبر، 1970) هو مهندس اتّصالات موريتاني سُجِن في قاعدة غوانتنامو العسكرية من سنة 2002 إلى أن أُفرِج عنه في أكتوبر 2016. اعتقلت الحكومة الأمريكية محمدّو (يُنطَق الاسم بتشديد حرف الدال) بموجب الإذن باستخدام القوة العسكرية ضد الإرهابيين، متهمة إياه بالانتساب لتنظيم القاعدة وقتَ اعتقاله في نوفمبر2001. اعتقلت السلطات الموريتانية محمدّو في نوفمبر 2001 ثم سلّمته بعد التحقيق معه إلى الأردن الذي نُقل منه بعد ثمانية أشهر من التحقيق إلى قاعدة باغرام العسكرية في أفغانستان ومنها إلى معتقل غوانتانامو. لم يعلم ذوو محمدّو ولد الصّلاحي بنقله من موريتانيا إلا بعد أشهر، عندما قرأ أخوه المقيم في ألمانيا خبرا في صحيفة شبيغل الألمانية عن نقله إلى غوانتنامو.

## حياته
درس محمدّو ولد الصّلاحي هندسة الاتصالات في ألمانيا، وسافر إلى أفغانستان سنة 1990 للمشاركة في الحرب ضدّ الروس إلا أنه عاد بعد ذلك إلى ألمانيا وأكمل دراسته هناك. ادّعت الحكومة الأمريكية أن محمدّو كان ينتمي وقتَ اعتقاله إلى تنظيم القاعدة؛ إلا أنه نفى ذلك مؤكدا أنه قطع جميع صلاته بالتنظيم بعد آخر رحلاته إلى أفغانستان، والتي دامت شهرين.
استمعت اللجنة الخاصّة بمراجعة ملفات معتقلي غوانتانامو لمحمدو في 2 يونيو/ حزيران 2016 وأوصت في 16 يوليو/ تمّوز بإطلاق سراحه بعد 14 سنة من الاعتقال دون توجيه تهم له. بعد التوصية بالإفراج، طالبت جمعيات حقوقية موريتانيّة سلطات بلدها بمضاعفة الجهود لتسريع إجراءات تسلّم ولد صلاحي؛ حتى لا يظل في المعتقل لمدّة طويلة، كما هي حال معتقلين آخرين أوصت اللجنة بإطلاق سراحهم منذ مدّة وما زالوا في المعتقل.
اعتمدت السلطات الأمريكية التوصيّة بالإطلاق وأفرجت عن محمدّو في السابع عشر من تشرين الأول / أكتوبر 2016 حيثُ وصل إلى العاصمة الموريتانيّة نواكشوط في نفس اليوم.

## يوميّات غوانتنامو
اشتهرت قضيّة محمدّو ولد الصّلاحي بعد نشره، بمساعدة محاميه، كتابا بعنوان «يوميات غوانتانامو». تصدّر الكتاب قائمة الكتب الأكثر مبيعا في الولايات المتحّدة بعد صدوره. يروي الكتاب، الذي طمست السلطات الأمنية الكثير من كلماته قبل السماح بنشره، قصّة اعتقال محمدّو والتعذيب الذي تعرّض له وحياته في المعتقل.
في 19 فبراير 2021 عُرِض الفيلم الأمريكي الموريتاني، والذي أُخذ عن مذكرات محمدو ولد صلاحي، وجسّد دوره الممثل الفرنسي طاهر رحيم.